# Cerkiew Iwerskiej Ikony Matki Bożej w Niżnym Nowogrodzie
Cerkiew Iwerskiej Ikony Matki Bożej – parafialna cerkiew prawosławna w Niżnym Nowogrodzie, w eparchii niżnonowogrodzkiej Rosyjskiego Kościoła Prawosławnego.
W 2000 koleje obwodu gorkowskiego przekazały powstałej dwa lata wcześniej parafii drewniany budynek. Został on zaadaptowany na świątynię prawosławną z dzwonnicą i trzema niewielkimi złoconymi cebulowymi kopułkami z krzyżami. W 2001 odprawiony w nim pierwsze nabożeństwo. 20 listopada 2003 miał miejsce obrzęd pełnego poświęcenia budynku, który odprawił biskup nowogrodzki Jerzy (Daniłow). 
W cerkwi znajduje się ikona św. Mikołaja Cudotwórcy z cząsteczką relikwii świętego. 